# Camille Lacourt
Pour les articles homonymes, voir Lacourt (homonymie).
Camille Lacourt, né le 22 avril 1985 à Narbonne, est un nageur français spécialiste des épreuves de dos (50 et 100 m). Il est quintuple champion du monde et quintuple champion d'Europe.
Parmi les meilleurs dossistes français de la fin des années 2000, il remporte plusieurs titres de champion de France et établit de premiers records de France malgré deux changements de clubs entre 2006 et 2008. Se signalant pour la première fois au niveau international en 2009 grâce à une place de finaliste mondial sur 50 m dos à Rome, il se révèle réellement au plus haut niveau l'année suivante en devenant champion d'Europe du 100 m à Budapest. Outre une technique et un physique remarqués par les observateurs et les médias, sa performance est d'autant plus significative qu'il bat le record d'Europe et établit le deuxième temps de l'histoire, non loin du record du monde de l'Américain Aaron Peirsol. 
Le 26 juillet 2011 à Shanghai, il est sacré champion du monde du 100 m dos, ex aequo avec son compatriote Jérémy Stravius, dans un temps de 52 s 76. Il devient ainsi, avec Stravius, le premier champion du monde de l'histoire de la natation française sur la distance.
S'il ne connaît pas la réussite aux Jeux olympiques, Camille Lacourt gagne trois titres consécutifs de champion du monde du 50 m dos : en 2013 à Barcelone (où il remporte aussi l'or sur 4 × 100 m 4 nages avec l'équipe de France), en 2015 à Kazan et en 2017 à Budapest. Il met un terme à sa carrière de nageur sur cette victoire obtenue dans la capitale hongroise le 30 juillet 2017.

## Carrière sportive

### Premières années
Natif de Narbonne de deux parents facteurs, Camille Lacourt commence la natation à l'âge de 5 ans à La Cabanasse. Il y côtoie alors Richard Martinez qui encadre toujours le nageur lorsque celui-ci intègre le « pôle espoirs » de Font-Romeu en 2001,. Il a alors 16 ans et s'illustre bientôt dans les catégories d'âge inférieures au niveau senior. Il est ainsi médaillé de bronze du 50 m dos lors des Championnats de France cadets en 2002, double médaillé de bronze sur 50 et 100 m dos l'année suivante en juniors avant de remporter deux titres de champion de France lors de sa dernière année parmi les juniors en 2004 sur ces deux mêmes épreuves,. Au niveau international, il participe en 2003 aux Championnats d'Europe juniors à Glasgow, sans s'illustrer individuellement mais en terminant au pied du podium du relais 4 × 100 m quatre nages en compagnie notamment d'Amaury Leveaux. La même année, il participe pour la première fois aux Championnats de France seniors à Saint-Étienne. Il parvient alors à se glisser en demi-finale. À Dunkerque, l'année suivante, il démontre de réels progrès en atteignant la finale sur 50 et 100 m dos alors qu'il célèbre son dix-neuvième anniversaire.
C'est en 2005 qu'il obtient de premières récompenses au niveau national en montant à deux reprises sur la troisième place d'un podium aux Championnats de France à Nancy. Troisième sur 50 et 100 m dos, ses performances combinées à son jeune âge en font alors l'espoir français du dos. En fin de saison, il convertit ces progrès en petit bassin en décrochant ses deux premiers titres de champion de France à Chalon-sur-Saône. Il y remporte les 100 et 200 m dos en dominant respectivement Simon Dufour et Pierre Roger tout en établissant de nouveaux records des championnats,.
En septembre 2006, Camille Lacourt rompt sa collaboration avec son entraîneur de toujours et rejoint alors le prestigieux groupe chapeauté par Philippe Lucas à Canet-en-Roussillon,. Au côté de la tête d'affiche de la natation française Laure Manaudou ou de la dossiste Esther Baron, il voit sa charge de travail sensiblement augmenter. Cette association se révèle rapidement fructueuse puisqu'il s'impose comme le meilleur nageur du pays l'année suivante.
Les Championnats de France 2007 organisés en juin le voient de fait remporter ses deux premiers titres nationaux seniors en grand bassin et battre son premier record de France. À Saint-Raphaël, il efface en effet ce qui constitue alors le plus ancien record de France en dominant les séries du 50 m dos en 25 s 66, cinq centièmes de seconde de moins que l'ancien record d'Europe de Franck Schott établi lors des Championnats de France d'hiver 1994,. En finale, il l'abaisse à 25 s 46 pour décrocher la médaille d'or, la première de sa carrière en grand bassin. Quelques jours plus tard, il réalise le doublé en gagnant le 100 m dos en 55 s 39, huit centièmes de seconde plus rapidement que Benjamin Stasiulis. En fin d'année, il honore une première sélection en équipe de France dans un championnat international élite, les Championnats d'Europe en petit bassin se tenant à Debrecen en Hongrie. Mais peu à son avantage, il n'émerge pas au-delà des séries sur 50, 100 et 200 m dos.

### De Canet à Marseille
L'année 2008 est marquée par les Jeux olympiques disputés à Pékin en Chine, un événement auquel ne participe pas Camille Lacourt qui, multipliant les blessures en cette année, souffre d'un zona durant les sélections olympiques,. Organisés à Dunkerque, les Championnats de France servent de sélections en vue du rendez-vous olympique prévu près de quatre mois plus tard. Dans cette optique, des minima chronométriques sont mis en place en série et en finale. Dès les séries, Camille Lacourt perd tout espoir de qualification en nageant le 100 m dos en 56 s 27 alors que le temps requis est de 56 s 22. En demi-finale, en raison d'une coulée trop longue, il est disqualifié et ne peut donc pas prétendre à une place au sein du relais 4 × 100 m quatre nages. Sur 200 m dos enfin, il renonce à la finale après avoir réalisé le huitième temps des séries. Après avoir déclaré forfait pour les Championnats d'Europe prévus à Eindhoven au début de l'année, l'échec d'une sélection olympique le convainc de quitter Philippe Lucas dont le groupe d'entraînement s'est démembré à la suite de la fuite en Italie puis à Marseille de Laure Manaudou, bientôt suivie par Esther Baron et Nicolas Rostoucher. D'un intérêt porté au foncier à Canet-en-Roussillon, Camille Lacourt justifie alors son départ pour le Cercle des nageurs de Marseille par la volonté de travailler davantage le physique particulièrement sollicité en dos, le sien ayant subi une déchirure musculaire durant l'année. Désormais entraîné par Romain Barnier, il retrouve rapidement son niveau en décrochant deux titres de champion de France en petit bassin à Angers, s'appropriant en plus les records de France des 50 et 100 m dos.
Apparues en 2008, les combinaisons de dernière technologie, usant d'un maximum de polyuréthane, un matériau plastique flottant, sont à l'origine d'une vive polémique qui connaît son apogée en 2009. Tandis que les records mondiaux sont battus à de multiples reprises, Camille Lacourt améliore lui aussi sensiblement ses records personnels. Ainsi, d'un record personnel sur 100 m dos fixé à 55 s 39 depuis 2007, il l'abaisse en cette année 2009 à 53 s 57 lors de la finale de l'épreuve aux Championnats de France disputés à Montpellier, un temps qui lui octroie la quatrième place. Sur la distance inférieure, il porte son record à 24 s 78, nouveau record de France, pour remporter le titre national et valider sa qualification pour les Championnats du monde prévus durant l'été à Rome. En Italie, pour sa première sélection en grand bassin, il atteint la finale en réalisant le troisième temps global en série et en demi-finale, améliorant son meilleur temps en 24 s 46. Il ne monte cependant pas sur le podium occupé par le vainqueur britannique Liam Tancock devant le Japonais Junya Koga et le Sud-Africain Gerhard Zandberg. Relégué à 27 centièmes de seconde du podium, Lacourt termine lui cinquième pour sa première finale planétaire.

### 2010, la révélation
Marquée par un retour au tissu et à l'interdiction des combinaisons, l'année 2010 rompt avec les deux années précédentes et entraîne une baisse des performances au niveau global. Pourtant, Camille Lacourt s'en accommode très bien. Ainsi, lors des Championnats de France organisés à Saint-Raphaël, le dossiste améliore deux fois son record personnel pour le porter à 53 s 29. Vainqueur de cette épreuve mais aussi du 50 m dos à chaque fois devant Jérémy Stravius, il obtient sa qualification pour les Championnats d'Europe malgré des critères de sélection stricts établis selon des temps référentiels de l'ère des combinaisons. Sur 200 m dos, bien qu'il ne satisfasse pas à ces minima, il termine troisième derrière Éric Ress et Benjamin Stasiulis, nouveau record personnel à la clé. Après le rendez-vous national, le nageur, installé en haut de la hiérarchie mondiale chronométrique sur 100 m dos derrière le Britannique Liam Tancock et l'Américain Matthew Grevers, se montre régulier, très proche de son meilleur temps dans les mois suivant la performance.
En juin, il bat même l'Américain Aaron Peirsol, triple champion olympique en dos, sur 100 m à l'occasion d'une étape du Mare Nostrum disputée à Monaco. Il s'impose également quelques jours plus tard lors de l'Open de Paris, sa dernière compétition avant les Championnats d'Europe, signant à chaque finale un chrono sous les 54 secondes. Début août à Budapest, ville hôte du rendez-vous continental, il se présente en 53 s 29 avec le second temps annuel des engagés derrière les 52 s 85 du Britannique Liam Tancock. Impressionnant dès les séries au niveau technique,, il atteint aisément la finale en battant le record de France en 52 s 58, meilleure performance mondiale de l'année. En finale, il abaisse cette marque de référence à 52 s 11, temps battant le record d'Europe jusqu'alors détenu par l'Allemand Helge Meeuw. Quatrième champion d'Europe français de l'épreuve après Georges Vallerey, Gilbert Bozon et Robert Christophe sacrés en 1947, 1954 et 1958, il domine son compatriote Jérémy Stravius de plus d'une seconde, tandis que Tancock termine troisième. Ce doublé français est le second de l'histoire aux Championnats d'Europe après celui réalisé par Alex Jany et Jean Boiteux en 1950 à Vienne sur 400 m nage libre. Lacourt réalise par ailleurs le deuxième temps absolu de l'histoire derrière le record du monde de Peirsol nagé avec une combinaison en plastique. En cette année 2010, il n'est que le troisième nageur après le Brésilien César Cielo et le Britannique Tancock, sur le même 100 m dos, à battre un record du monde antérieur à l'apparition de ces tenues interdites au 1er janvier 2010. Réalisé en 2007, l'ancien record du monde de l'épreuve nagé avant les innovations technologiques de 2008, œuvre de Peirsol en 52 s 98, est supérieur de 87 centièmes de seconde au temps de Lacourt, qui enlève au passage une seconde et dix-huit centièmes à son record personnel durant ces championnats,. Deux jours après cette première victoire, il gagne également le 50 m dos en améliorant le record de France en 24 s 07, échouant à trois centièmes de seconde du record du monde détenu par Liam Tancock qui termine deuxième lors de la course, une marque que le nageur ambitionnait de battre. Le dernier jour, il obtient son troisième titre de la semaine en étant le premier relayeur lors du 4 × 100 mètres 4 nages remporté par la France. Il est accompagné sur le podium par Hugues Duboscq, Frédérick Bousquet et Fabien Gilot. Il est nommé nageur européen de l'année
2010 par la Ligue européenne de natation.

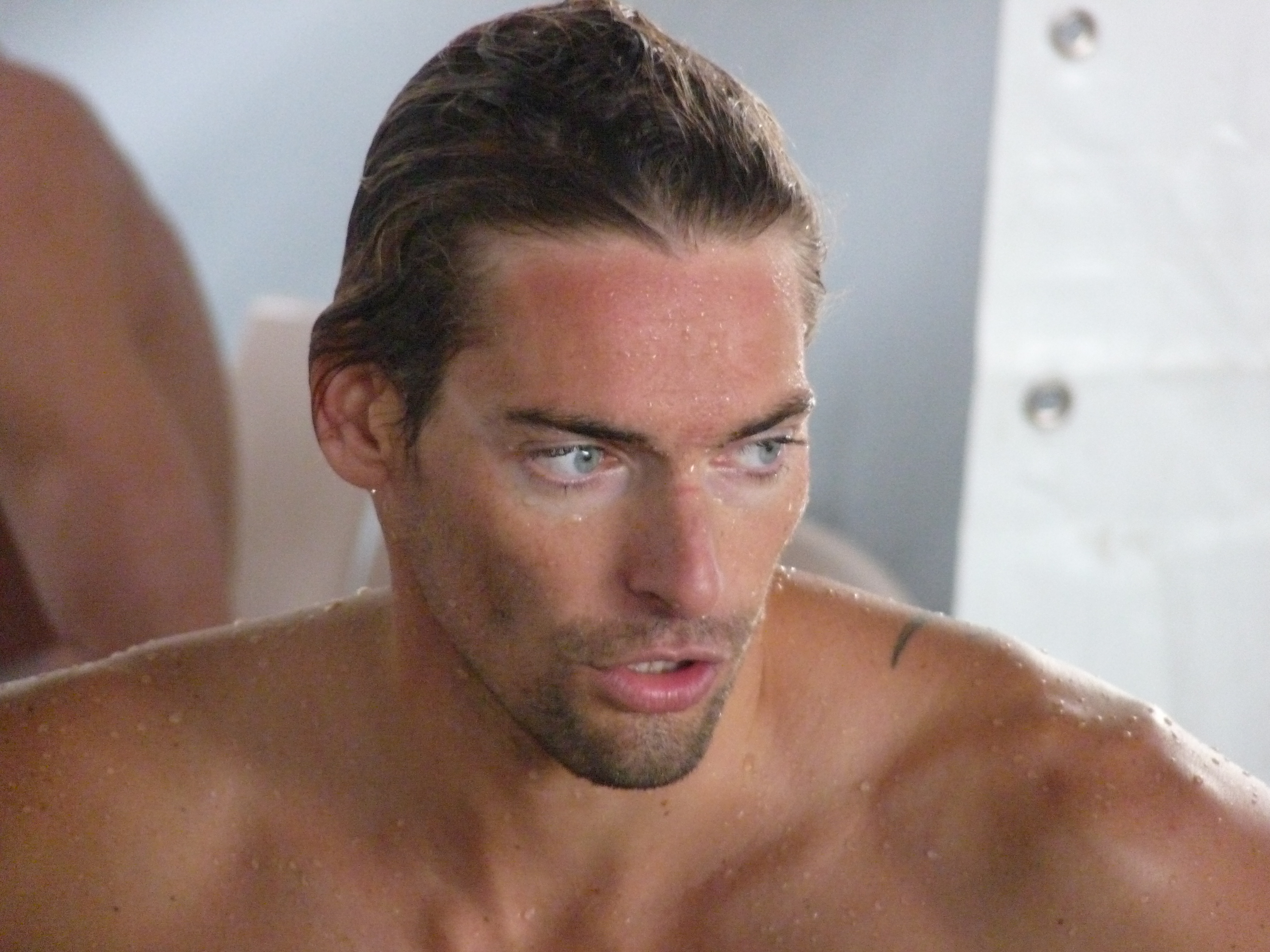
Camille Lacourt
à Canet-en-Roussillon (juin 2012).

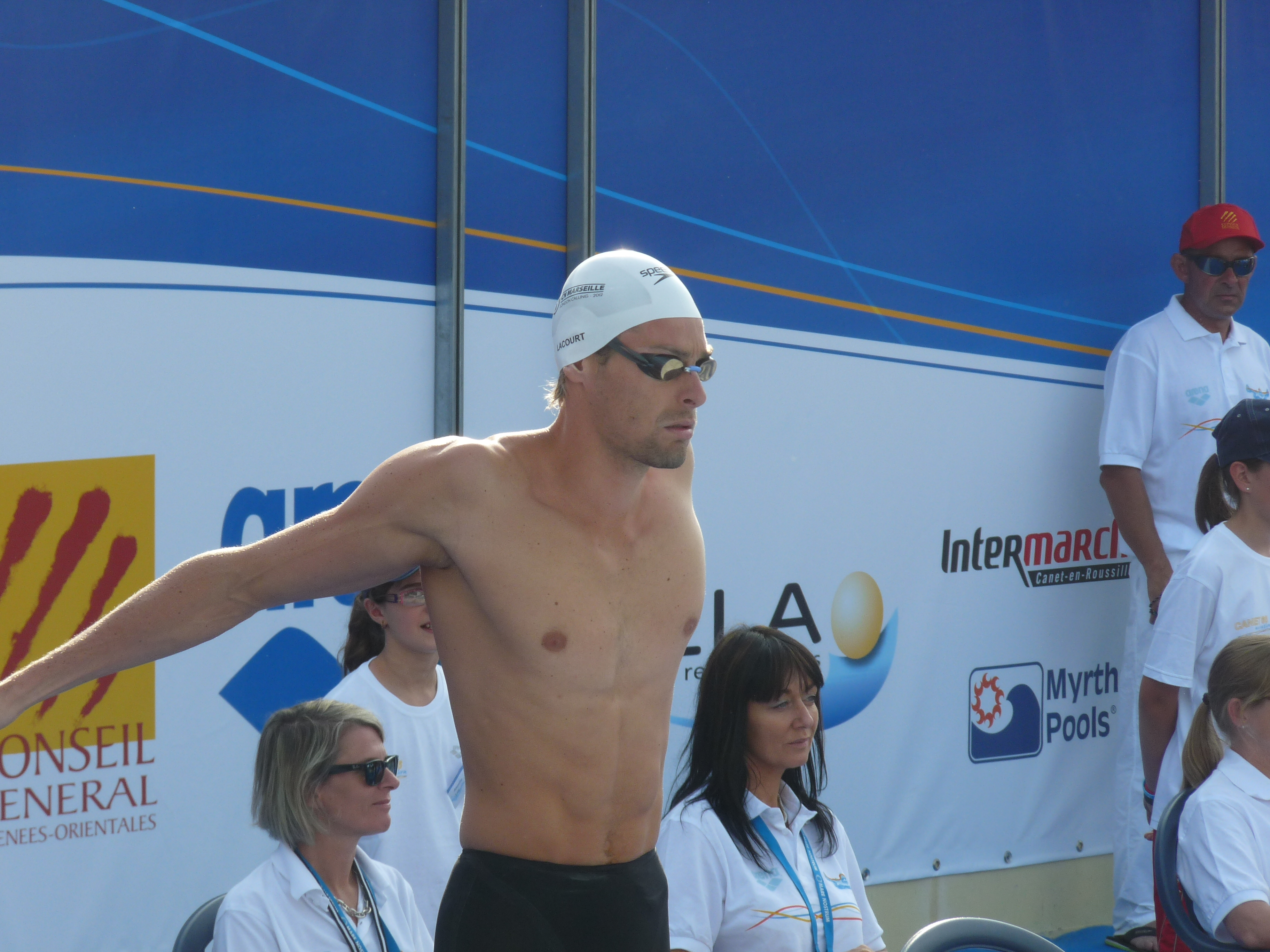
Camille Lacourt à Canet-en-Roussillon (départ finale, juin 2012).

### Cinq fois champion du monde
En 2011, à Shanghai, il devient le premier champion du monde de l'histoire de la natation française du 100 mètres dos, en partageant sa médaille d'or avec Jérémy Stravius, auteur d'un temps identique de 52 s 76. L'année suivante, lors des Jeux olympiques de Londres 2012, Camille Lacourt termine au pied du podium, 4e de la finale du 100 m dos remportée par l'Américain Matt Grevers. il évoque alors une semaine « décevante et loin de ce que j'aurais aimé faire ici ».
Lors des championnats du monde 2013 à Barcelone, Camille Lacourt remporte le 4 août son premier titre planétaire sur 50 m dos. Il s'impose en 22 s 42 devant Matt Grevers et Jeremy Stavius ex-aequo en 22 s 54. Deux heures plus tard, il gagne également la médaille d'or du 4 × 100 m 4 nages avec Giacomo Perez-Dortona, Fabien Gilot et Jérémy Stravius.
Aux championnats du monde de Kazan 2015, il s'adjuge trois nouvelles médailles, en conservant son titre du 50 m dos, en prenant la médaille d'argent sur 100 m dos, et celle de bronze à l'arrivée du 4 × 100 m 4 nages, avant de connaitre une nouvelle déception aux Jeux olympiques. Double champion d'Europe du 50 et 100 m dos à Londres en mai 2016 (totalisant désormais cinq titres continentaux), il ne connait pas la réussite aux Jeux de Rio où il se classe 5e de la finale du 100 m dos. Il explique alors qu'il avait prévu « de partir doucement puis d'accélérer derrière, mais quand j'ai voulu le faire, ça n'a pas répondu ». Il dit aussi « Il n'y a pas de problème psychologique avec les Jeux, c'est juste que ça n'a pas marché Je n'ai vraiment pas de regret, j'ai tout donné, donc c'est plus facile à accepter ».
Enfin, après avoir annoncé que le 50 m dos des championnats du monde de Budapest 2017 serait la dernière course de sa carrière, il signe le meilleur temps des demi-finales, s'élance le 30 juillet en finale à la ligne 4 et remporte sa troisième victoire consécutive à ce niveau en 24 s 35 devant Junya Koga et Matt Grevers, Jérémy Stravius terminant à la 4e place. Camille Lacourt remporte la seule médaille d'or française en bassin de 50 m de ces Mondiaux. « C’est une magnifique piscine et le public était bouillant. On a rarement la chance de nager comme ça. C’est bien de finir sur une compétition comme ça. C'était une pure journée », dit-il alors. La performance consistant à gagner trois titres mondiaux individuels consécutifs sur la même distance est inédite dans l'histoire de la natation française, comme elle l'est en général pour le 50 m dos. Camille est désormais licencié au stade de Vanves natation où il aura la charge de porter le projet de formation autour du savoir nager. Depuis 2020, Camille Lacourt, au côté de Jérémy Stravius et de Grégory Mallet, est le parrain du nouveau club privé « Les Étoiles » basé dans les Hauts-de-Seine. Ce club a pour ambition d'accompagner des jeunes nageurs dans leur vie sportive et professionnelle. Leur première compétition a eu lieu le 13 et 14 novembre 2021, lors des Interclubs toutes catégories à Chevreuse (78).

## Vie privée
Le 8 août 2013, il épouse Valérie Bègue, Miss France 2008, qu'il fréquente depuis 2010. Ils ont une fille prénommée Jazz, née le 20 octobre 2012. Le couple divorce en 2016 après six ans de vie commune,.
En mai 2017, il s'associe afin d'ouvrir un bar dans le quartier Saint-Germain-des-Prés, à Paris.
Depuis avril 2019, avec sa compagne Alice Detollenaere, Miss Bourgogne 2010 et sélectionnée pour participer à Miss France 2011, il a un garçon Marius né le 1er juin 2021.

### Dépression
Après avoir pris sa retraite sportive en 2017, Camille Lacourt subit une période de dépression durant laquelle il consomme de l’alcool excessivement. 

## Palmarès

### Jeux olympiques
| Édition      | Épreuve    | Épreuve                      | Épreuve | Épreuve | Épreuve | Épreuve |
| Édition      | 100 m dos  | Relais 4 × 100 m 4 nages     |         |         |         |         |
| Londres 2012 | 4e 53 s 08 | 10e des séries 3 min 34 s 60 |         |         |         |         |
| Rio 2016     | 5e 52 s 70 | -                            |         |         |         |         |

### Championnats du monde
| Édition        | Épreuve        | Épreuve                        | Épreuve                |
| Édition        | 50 m dos       | 100 m dos                      | 4 × 100 m quatre nages |
| Rome 2009      | 5e 24 s 61     | -                              | -                      |
| Shanghai 2011  | Argent 24 s 57 | Or 52 s 76 ex-æquo J. Stravius | -                      |
| Barcelone 2013 | Or 24 s 42     | 5e 53 s 51                     | Or 3 min 31 s 51       |
| Kazan 2015     | Or 24 s 23     | Argent 52 s 48                 | Bronze 3 min 30 s 50   |
| Budapest 2017  | Or 24 s 35     | -                              | -                      |

| Édition    | Épreuve             |
| Édition    | 100 m dos           |
| Dubaï 2010 | Argent 49 s 80 (RF) |

### Championnats d'Europe
| Édition       | Épreuve         | Épreuve         | Épreuve                |
| Édition       | 50 m dos        | 100 m dos       | 4 × 100 m quatre nages |
| Budapest 2010 | Or 24 s 07 (RF) | Or 52 s 11 (RE) | Or 3 min 31 s 32       |
| Londres 2016  | Or 24 s 77      | Or 53 s 79      | -                      |

| Édition       | Épreuve                      | Épreuve                      | Épreuve                            |
| Édition       | 50 m dos                     | 100 m dos                    | 200 m dos                          |
| Debrecen 2007 | 25e temps des séries 25 s 81 | 23e temps des séries 54 s 64 | 25e temps des séries 1 min 59 s 12 |
| Herning 2013  | -                            | Bronze 50 s 44               | -                                  |

### Championnats de France
| Édition            | Épreuve                            | Épreuve                                 | Épreuve                            | Épreuve              | Épreuve              | Épreuve                | Épreuve                                   |
| Édition            | 50 m dos                           | 100 m dos                               | 200 m dos                          | 4 × 100 m nage libre | 4 × 200 m nage libre | 4 × 100 m quatre nages | Autres                                    |
| Saint-Étienne 2003 | 11e temps des demi-finales 27 s 70 | 16e temps des demi-finales 1 min 0 s 97 | —                                  | —                    | —                    | —                      | —                                         |
| Dunkerque 2004     | 4e 27 s 53                         | 6e 58 s 38                              | 29e temps des séries 2 min 11 s 64 | —                    | —                    | —                      | 50 m papillon : 26 s 64 38e des séries    |
| Nancy 2005         | Bronze 26 s 71                     | Bronze 57 s 04                          | 8e 2 min 9 s 25                    | —                    | —                    | —                      | —                                         |
| Tours 2006         | Argent 26 s 28                     | 4e 56 s 77                              | 5e 2 min 8 s 05                    | —                    | —                    | —                      | 50 m papillon : 25 s 82 5e de la finale B |
| Saint-Raphaël 2007 | Or 25 s 46                         | Or 55 s 39                              | Argent 2 min 0 s 85                | —                    | —                    | —                      | —                                         |
| Dunkerque 2008     | —                                  | Disqualifié                             | 8e temps des séries 2 min 6 s 41   | —                    | —                    | —                      | —                                         |
| Montpellier 2009   | Or 24 s 78                         | 4e 53 s 57                              | —                                  | Or 3 min 15 s 70     | —                    | Or 3 min 34 s 63       | —                                         |
| Saint-Raphaël 2010 | Or 24 s 87                         | Or 53 s 29                              | Bronze 2 min 0 s 57                | —                    | Or 7 min 28 s 97     | Disqualifié            | —                                         |
| Schiltigheim 2011  | Or 24 s 36                         | Or 52 s 44                              | Argent 1 min 59 s 74               | —                    | —                    | Or 3 min 37 s 54       | —                                         |
| Dunkerque 2012     | Or 24 s 81                         | Or 52 s 75                              | —                                  | —                    | —                    | —                      | —                                         |
| Rennes 2013        | Argent 24 s 73                     | Argent 53 s 65                          | 6e temps des séries 2 min 5 s 14   | —                    | —                    | —                      | —                                         |
| Chartres 2014      | Or 24 s 37                         | Or 53 s 73                              | —                                  | —                    | —                    | —                      | —                                         |
| Limoges 2015       | Or 24 s 56                         | Argent 54 s 20                          | —                                  | —                    | —                    | —                      | —                                         |

| Édition               | Épreuve        | Épreuve        | Épreuve              | Épreuve | Épreuve | Épreuve |
| Édition               | 50 m dos       | 100 m dos      | 200 m dos            |         |         |         |
| Chalon-sur-Saône 2005 | Or 25 s 52     | Or 54 s 54     | Argent 1 min 58 s 61 |         |         |         |
| Istres 2006           | Argent 25 s 33 | Bronze 53 s 68 | 4e 1 min 57 s 73     |         |         |         |
| Nîmes 2007            | Bronze 25 s 29 | Bronze 53 s 72 | Bronze 1 min 57 s 05 |         |         |         |
| Angers 2008           | Or 23 s 60     | Or 50 s 94     | Argent 1 min 53 s 85 |         |         |         |
| Chartres 2009         | Argent 23 s 81 | Or 50 s 86     | Bronze 1 min 53 s 44 |         |         |         |
| Chartres 2010         | Or 23 s 64     | Argent 50 s 98 | Bronze 1 min 54 s 71 |         |         |         |
| Dijon 2013            | Or 24 s 30     | Bronze 52 s 08 | —                    |         |         |         |
| Montpellier 2014      | Argent 23 s 19 | Or 51 s 48     | —                    |         |         |         |

## Records

### Records personnels
Ces tableaux détaillent les records personnels de Camille Lacourt au 10 février 2013.
| Épreuve   | Temps         | Compétition                 | Lieu               | Date         |
| 50 m dos  | 24 s 07 (RF)  | Championnats d'Europe 2010  | Budapest, Hongrie  | 12 août 2010 |
| 100 m dos | 52 s 11 (RE)  | Championnats d'Europe 2010  | Budapest, Hongrie  | 10 août 2010 |
| 200 m dos | 1 min 59 s 74 | Championnats de France 2011 | Strasbourg, France | 25 mars 2011 |

| Épreuve   | Temps         | Compétition                 | Lieu                       | Date             |
| 50 m dos  | 23 s 16       | Championnats du monde 2010  | Dubaï, Émirats arabes unis | 18 décembre 2010 |
| 100 m dos | 49 s 80       | Championnats du Monde 2010  | Dubaï, Émirats arabes unis | 16 décembre 2010 |
| 200 m dos | 1 min 53 s 44 | Championnats de France 2009 | Chartres, France           | 4 décembre 2009  |

### Records battus
| Épreuve                   | Temps        | Information / Compétition                 | Lieu                  | Date            |
| 50 m dos en grand bassin  | 25 s 66      | Championnats de France 2007 (séries)      | Saint-Raphaël, France | 25 juin 2007    |
| 50 m dos en grand bassin  | 25 s 46      | Championnats de France 2007 (finale)      | Saint-Raphaël, France | 25 juin 2007    |
| 50 m dos en grand bassin  | 25 s 25      | Circuit Inter-régions Sud-Est             | Saint-Raphaël, France | 20 mars 2009    |
| 50 m dos en grand bassin  | 25 s 22      | Championnats d'Espagne 2009               | Malaga, Espagne       | 4 avril 2009    |
| 50 m dos en grand bassin  | 24 s 78      | Championnats de France 2009 (finale)      | Montpellier, France   | 26 avril 2009   |
| 50 m dos en grand bassin  | 24 s 52      | Championnats du monde 2009 (séries)       | Rome, Italie          | 1er aout 2009   |
| 50 m dos en grand bassin  | 24 s 46      | Championnats du monde 2009 (demi-finales) | Rome, Italie          | 1er aout 2009   |
| 50 m dos en grand bassin  | 24 s 30      | Championnats d'Europe 2010 (demi-finales) | Budapest, Hongrie     | 11 août 2010    |
| 50 m dos en grand bassin  | 24 s 07      | Championnats d'Europe 2010 (finale)       | Budapest, Hongrie     | 12 août 2010    |
| 50 m dos en petit bassin  | 23 s 95      | Championnats de France 2008 (séries)      | Angers, France        | 7 décembre 2008 |
| 50 m dos en petit bassin  | 23 s 60      | Championnats de France 2008 (finale)      | Angers, France        | 7 décembre 2008 |
| 100 m dos en grand bassin | 54 s 66      | Circuit Inter-régions Sud-Est             | Nîmes, France         | 22 mars 2009    |
| 100 m dos en grand bassin | 52 s 58      | Championnats d'Europe 2010 (demi-finales) | Budapest, Hongrie     | 9 août 2010     |
| 100 m dos en grand bassin | 52 s 11 (RE) | Championnats d'Europe 2010 (finale)       | Budapest, Hongrie     | 10 août 2010    |
| 100 m dos en petit bassin | 50 s 94      | Championnats de France 2008 (finale)      | Angers, France        | 6 décembre 2008 |

| Épreuve                   | Temps   | Information / Compétition           | Lieu              | Date         |
| 100 m dos en grand bassin | 52 s 11 | Championnats d'Europe 2010 (finale) | Budapest, Hongrie | 10 août 2010 |

## Autres activités
En 2011, il participe au spectacle de la troupe des Enfoirés « Dans l'œil des Enfoirés ».
Il est l'égérie de la collection automne hiver 2011-2012 de la marque Carnet de Vol.
Il est l'ambassadeur de ClarinsMen depuis 2011.
Il participe à la publicité Andros avec Florent Manaudou.
Il a également participé au Trophée Andros des Stars au volant d'une Andros Car Électrique (dans les stations Super Besse et Serre Chevalier).
En 2017, l'année de la fin de sa carrière sportive, il ouvre un bar à cocktails sur fond de musique jazz et de DJ set dans un ancien théâtre de style baroque, situé dans le quartier Saint-Germain-des-Prés de Paris 6e.
La même année, il pose pour l'édition 2018 du calendrier des Dieux du stade du club de rugby Le Stade français. Il est l'un des rares sportifs hors rugby à y être invité.
À l'automne 2017, il participe à la huitième saison de l'émission Danse avec les stars sur TF1, aux côtés de la danseuse Hajiba Fahmy, et termine sixième de la compétition. Son ex-femme Valérie Bègue avait participé à la deuxième saison en 2011.
Un nouveau projet le relance sur les bords des bassins avec le stade de Vanves natation, dans les Hauts-de-Seine autour des plus jeunes.
De 2018 à 2023, il est consultant pour Canal+, il participe au Canal Sports Club, émission omnisports présentée par Marie Portolano (puis Astrid Bard) et diffusée sur Canal+ le samedi à 19 h en clair.
En février 2019, il publie avec Jean-François Kervéan, son autobiographie intitulée Cinquante nuances de bleu aux éditions Michel Lafon.
En septembre 2019, il rejoint la chaîne NRJ 12 en tant qu'animateur pour présenter Le Super Bêtisier avec Camille Cerf.
En 2022, il devient également consultant pour France Télévisions pour commenter les Championnats du monde et les Championnats d'Europe de natation avec Alexandre Boyon.
En 2024, il commente les épreuves de natation des Jeux olympiques et paralympiques de Paris 2024 pour France Télévisions avec la nageuse et championne olympique Laure Manaudou et le journaliste Alexandre Boyon depuis Paris La Défense Arena à Nanterre. 

### Télévision
- 2011, 2018, 2019, 2020, 2021, 2022, 2023 : Fort Boyard (candidat) sur France 2
- 2013 : Le Monde selon Ryan Lochte sur E! : animateur
- 2017 : Danse avec les stars sur TF1 : 6ᵉ
- 2017 : Fort Boyard (maître de la Cage) sur France 2
- Depuis 2018 : Canal Sports Club sur Canal+  : consultant
- 2019-2021 : Le Super Bêtisier animateur avec Camille Cerf sur NRJ12
- 2021 : Stars à Nu sur TF1
- 2022 : Saison 5 du Meilleur Pâtissier, spécial célébrités sur Gulli
- 2022 : Les Traîtres (saison 1) sur M6
- 2023 : 100% logique sur France 2

## Ouvrage
- avec Jean-François Kervéan, Cinquante nuances de bleu, Neuilly-sur-Seine, éditions Michel Lafon, 28 février 2019, 335 p. (ISBN 978-2-7499-3853-0).